# 威氏后螯蜂
威氏后螯蜂，是一种已绝种的黃蜂。它僅因為出土於波羅的地區的始新世化石而被發現。